# کائورو گنجی
کائورو گنجی (به ژاپنی: 薫 かおる)؛ یک شخصیت خیالی در داستان گنجی (گنجی مونوگاتاری) او تنها به عنوان نقش اول در بخشی از رمان، به نام «اوجی جوجو» (فصل‌های اوجو) ظاهر می‌شود. -کائورو را اولین ضدقهرمان در ادبیات می‌نامند دوست صمیمی او نیو نام دارد که اتفاقاً از او «پرشورتر» است. او پس از مرگ هیکارو گنجی در رمان ظاهر می‌شود. «کائورو» (به معنی معطر) نام واقعی او نیست، اما نام رایج او از این واقعیت ناشی می‌شود که بدنش با عطری وصف ناپذیر متولد شده است. ظاهراً او دومین پسر هیکارو گنجی است (در واقع به احتمال زیاد او پسر کاشیواگی برادرزاده گنجی است). مادر او اونّا ساننومیا، همسر قانونی هیکارو بود. امپراتور سوزاکو پدربزرگ او بود.

## داستان
مادر هیکارو گنجی در سه سالگی می‌میرد و شوهر او امپراتور نمی‌تواند او را فراموش کند. امپراتور کیریتسوبو سپس می‌شنود که زنی به نام فوجیتسوبو، که قبلاً شاهزاده خانم امپراتور قبلی بود، شبیه زن متوفی اوست و به این دلیل او را یکی از همسران خود می‌کند. گنجی او را ابتدا به عنوان یک نامادری و بعداً به عنوان یک زن دوست دارد و آنها عاشق یکدیگر می‌شوند. گنجی از عشق ممنوعه اش به بانوی فوجیتسوبو ناامید شده و با همسرش آئویی نو اوئه، نیز رابطهٔ بدی دارد. او با بسیاری از زنان دیگر درگیر یک سری روابط عاشقانه می‌شود. با این حال، هیچ‌کدام به سرانجام مطلوبی نمی‌رسد، زیرا در بیشتر موارد پیشرفت‌های او در رابطه رد می‌شود، یا معشوقش به‌طور ناگهانی می‌میرد، یا خود او از رابطه خسته می‌شود.
گنجی از کیتایاما، یک منطقه تپه ای روستایی در شمال کیوتو بازدید می‌کند، جایی که او یک دختر ده ساله زیبا را پیدا می‌کند. او مجذوب این دختر کوچک به نام موراساکی نو اوئه می‌شود و سپس متوجه می‌شود که او خواهرزاده خانم فوجیتسوبو است. سرانجام او را می‌دزدد، به قصر خودش می‌آورد و به او آموزش می‌دهد که شبیه بانوی فوجیتسوبو رفتار کند، که آرمان زنانه اوست. در این مدت گنجی نیز مخفیانه با فوجیتسوبو ملاقات می‌کند و او پسرش، ری‌زی را به دنیا می‌آورد. همه به جز دو عاشق معتقدند پدر کودک امپراتور کیریتسوبو است. بعداً پسر ولیعهد و فوجیتسوبو ملکه می‌شود، اما گنجی و فوجیتسوبو سوگند یاد می‌کنند که راز ادر مورد والدین اصلی کودک را حفظ کنند.
گنجی و همسرش، آئویی نو اوئه، آشتی می‌کنند. او پسری به دنیا می‌آورد اما به زودی می‌میرد. گنجی غمگین است اما هنگامی که با موراساکی نو اوئه ازدواج می‌کند تسلی می‌یابد. پدر گنجی، امپراتور کیریتسوبو، می‌میرد. جانشین او پسرش سوزاکو می‌شود که مادرش (کوکیدن) به همراه دشمنان سیاسی کیریتسوبو قدرت را در دربار به دست می‌گیرند. سپس یکی دیگر از عشق‌های مخفیانه گنجی فاش می‌شود: گنجی و صیغه ای از امپراتور سوزاکو هنگام ملاقات مخفیانه لو می‌روند و رابطه آنها افشا می‌شود. امپراتور سوزاکو موظف است گنجی را مجازات کند، حتی اگر او برادر ناتنی او باشد. او گنجی رابه شهر سوما-کو، کوبه در ولایت هاریما (اکنون قسمتی از شهر کوبه (شهر) در استان هیوگو تبعید می‌کند. در آنجا، مردی مرفه معروف به «آکاشی نوویسه» (زیرا او اهل آکاشی، هیوگو در ولایت ستسو است) با گنجی دوست می‌شود و گنجی با دختر آکاشی رابطه نامشروع برقرار می‌کند. او تنها دختر گنجی را به دنیا می‌آورد که بعداً ملکه می‌شود.
در پایتخت، امپراتور سوزاکو از رویاهای پدر فقیدش، کیریتسوبو، ناراحت می‌شود و چیزی شروع به تأثیر بر چشمان او می‌کند. در همین حال، مادرش، کوکیدن، بیمار می‌شود، که نفوذ او بر تاج و تخت را ضعیف می‌کند و منجر می‌شود که امپراتور دستور عفو گنجی را بدهد. گنجی به کیوتو برمی گردد. پسر او از فوجیتسوبو، ری‌زی، امپراتور می‌شود. امپراتور جدید ری‌زی می‌داند که گنجی پدر واقعی او است و درجه گنجی را به بالاترین حد ممکن می‌رساند.
با این حال، وقتی گنجی ۴۰ ساله می‌شود، زندگی او شروع به افول می‌کند. وضعیت سیاسی او تغییر نمی‌کند، اما زندگی عشقی و عاطفی او با شروع میانسالی شروع به کاهش تدریجی می‌کند. او با همسر دیگری به نام پرنسس سوم (معروف به اونا شان نو میا در نسخه ادوارد سیدن استیکر یا نیوسان در آرتور ویلی) ازدواج می‌کند.
برادرزاده گنجی، کاشیواگی، بعداً به شاهزاده سوم تجاوز می‌کند و کائورو گنجی از این تجاوز به دنیا می‌آید (این وضعیتی مشابه با ری‌زی است، که در واقع پسر هیکارو بود). ازدواج جدید گنجی رابطه او با موراساکی را تغییر می‌دهد، کسی که آرزوی راهبه شدن (بیکونی) en:Bhikkhunī را ابراز کرده بود، اگرچه این آرزو توسط گنجی رد شد.
موراساکی محبوب گنجی می‌میرد. گنجی در فصل بعدی، به نام «موبوروشی» («توهم») تأمل می‌کند که زندگی چقدر زودگذر است. فصل بعدی با عنوان «کوموگاکوره» («ناپدید شده در ابرها») است که خالی مانده است، اما دلالت بر مرگ گنجی دارد.
فصل ۴۵ تا ۵۴ به عنوان «فصل‌های اوجی» شناخته می‌شود. این فصل‌ها دربارهٔ همسر کائورو و بهترین دوستش، نیو هستند. نیو یک شاهزاده امپراتوری، پسر دختر گنجی، ملکه فعلی است که اکنون که ری‌زی از تاج و تخت کناره‌گیری کرده است، در حالی که کائورو در جهان به عنوان پسر گنجی شناخته می‌شود، اما در واقع توسط برادرزاده گنجی پدری دارد. فصل‌ها شامل رقابت کائورو و نیو بر سر چند دختر یک شاهزاده امپراتوری است که در اوجی، کیوتو، مکانی دورتر از پایتخت زندگی می‌کند. داستان به‌طور ناگهانی به پایان می‌رسد، با کائورو به این فکر می‌کند که آیا نیو معشوق سابق کائورو را از او پنهان می‌کند یا خیر. گاهی کائورو را اولین ضدقهرمان در ادبیات می‌نامند.